# Jemciujîna Krîmu, Kirovske
Jemciujîna Krîmu (în ucraineană Жемчужина Криму) este un sat în comuna Pervomaiske din raionul Kirovske, Republica Autonomă Crimeea, Ucraina.

## Demografie
Componența lingvistică a localității Jemciujîna Krîmu
     Rusă (64,19%)
     Tătară crimeeană (24,84%)
     Ucraineană (10,32%)
     Alte limbi (0,32%)
Conform recensământului din 2001, majoritatea populației localității Jemciujîna Krîmu era vorbitoare de rusă (64,19%), existând în minoritate și vorbitori de tătară crimeeană (24,84%) și ucraineană (10,32%).